# Johann Mathias à Wengen
 (novembre 2023).
Pour les articles homonymes, voir Wengen.
Johann Mathias à Wengen, né le 7 janvier 1805 à Bâle, et mort le 21 novembre 1874 dans cette même ville, est un peintre suisse.

## Biographie
Artiste-peintre, spécialiste des paysages campagnards, né à Bâle (Leonhardskirche) le 7 janvier 1805, mort à Bâle (Münster) le 21 novembre 1874, fils de Johann Jakob (IV) à WENGEN et d’Anna Margaretha DIETSCHY, Johann Mathias réside à Bâle (Münchensteinerstrasse) en hiver, dans l’Oberland bernois en été, et à Arlesheim au printemps et en octobre.

## Famille
Issu de la famille de Wängi (Thurgovie), dont l’ultime rejeton quitte Constance pour s’installer à Bâle vers 1550, Johann Mathias est le petit-fils du peintre Johann Rudolf (II) à WENGEN (1704-1772) et le frère aîné de l’architecte néoclassique bâlois Johann Jakob (IV) à WENGEN (1814-1875).
Il épouse à Bâle (Peterskirche) le 28 juillet 1833 Louise Anna ELSÄSSER, de religion catholique, née à Bâle (Münster) le 3 février 1809, morte à Bâle (Münster) le 14 mai 1892, fille de Martin ELSÄSSER et d’Anna Maria MÜLLER, dont il a deux fils.

## Œuvres
Ses descendants conservent une grande partie de ses œuvres :
- Les pêcheurs, huile sur toile encadrée, de 58 sur 42 cm.
- Paysage alpin de l’Oberland bernois, dessin rehaussé de 50 sur 40 cm.
- L’enlèvement d’une déesse en quadrige, huile sur toile encadrée, de 115 sur 92 cm.
- Le cygne nageant, huile sur toile encadrée, de 80 sur 56 cm.
- Jeunes filles et vouivre dans un pré, craie ou gouache sur papier encadrée, de 77 sur 65 cm.
- Le rocher, dans un paysage préalpin, dessin rehaussé sur papier de 50 sur 40 cm.
- Cascade dans un paysage alpin, signé IAW, huile sur toile richement encadrée en bois doré, de 60 sur 80 cm.
- Bataille des Suisses contre les Autrichiens, œuvre évidemment inspirée de celle de Hieronymus Hess intitulée Die Schlacht bei St. Jakob an der Birs, 1444. Historisierende Darstellung von Hieronymus Hess. Oil auf Leinwand, 1838. Basler Kunstmuseum Inventar n° 285.
- Ruines du château de Pfeffingen, huile sur toile encadrée signée JAW, de 26 sur 19 cm.
- Cascade dans un paysage alpin, huile sur toile encadrée, de 15 sur 11cm.
- Le pâtre et son troupeau, huile sur toile encadrée, de 74 sur 55 cm.
- Les chamois, signé JAW, huile sur toile encadrée, de 21 sur 17 cm.
- Saint-Georges (?) terrassant le dragon, huile sur toile encadrée, de 25 sur 20 cm.
- Troupeaux au bord d’un fleuve, huile sur toile encadrée de bois noir, de 45 sur 54 cm.
- Pâtre et son troupeau, huile sur toile encadrée de bois noir, de 47 sur 57 cm.
- Paysage alpin avec un troupeau près du Wetterhorn, huile sur toile encadrée, de 77 sur 56 cm.
- Pâtre et son troupeau, huile sur toile encadrée en noir et or, de 75 sur 67 cm.
- Chasse à courre au cerf, huile sur toile richement encadrée en bois doré, de 42 sur 26 cm, d’après une gravure de Johann Elias Riedinger (Ulm 1698-Augsburg 1767).
- La chapelle de Guillaume Tell au bord du lac des quatre cantons, huile sur toile encadrée, de 38 sur 33 cm.
- Paysage nocturne, huile sur toile richement encadrée en bois doré, de 50 sur 37 cm.
- Cervidés attaqués par un fauve, huile sur toile encadrée de 70 sur 50 cm.
- La Jungfrau, huile sur toile richement encadrée en bois doré de 50 sur 37 cm.
- Feuillages, dessin rehaussé sur papier, encadré dans le palissandre, de 21 sur 28 cm.
- Petite cascade dans une forêt, huile sur toile encadrée dans le sapin, de 21 sur 28 cm.
- Le faune accoudé au bord de l’eau, huile sur toile encadrée, de 20 sur 25 cm.
- Champ de blé, huile sur carton encadrée dans le sapin, de 20 sur 25 cm.
- Paysage préalpin, huile sur carton richement encadrée en bois doré, de 15 sur 23 cm.
- Le lac de Thoune avec les Alpes bernoises, dessin rehaussé encadré dans le sapin, de 18 sur 25 cm.
- L’écluse, dessin rehaussé de craie blanche, encadré dans le sapin, de 18 sur 25 cm.
- Ouragan en mer avec des bateaux en détresse, huile sur toile encadrée, de 37 sur 26 cm.
- Le cerf, huile sur toile encadrée, de 39 sur 32 cm.
- Rivière dans un paysage alpin de l’Oberland bernois, dessin rehaussé encadré dans le sapin, de 18 sur 25 cm.
- Chamois dans un paysage alpin, dessin rehaussé de 40 sur 30 cm.
- Les naufragés dans la tempête, huile sur toile de 25 sur 30 cm.
- Le chalet d’alpage, le troupeau et la cascade, dessin rehaussé de 30 sur 40 cm.
- Chasse au taureau dans la plaine du Rhin, près de Bâle, signé Johann Mat., dessin rehaussé de 35 sur 42 cm.
- Triton, Ené et Polyphème, Galathée et la sirène, d’Ovide  (d’après une indication sur la toile) dessin rehaussé de 35 sur 42 cm.
- Paysage alpin avec le Eiger : chamois et aigles, signé Johann Mat., dessin rehaussé de 35 sur 43 cm.
- Troupeau dans un paysage préalpin, dessin rehaussé de 35 sur 43 cm.
- La déesse et l’aigle en bordure de mer, dessin rehaussé de 35 sur 43 cm.
- La chasse à la bécasse, signé Johann Mat, dessin rehaussé de 32 sur 41cm.
- La baignade de Pan et la jeune fille, dessin rehaussé de 33 sur 42 cm.
- Paysage avec des arbres, huile sur carton encadrée dans le palissandre, de 14 sur 21 cm.
- Le lac de Thoune avec les Alpes, huile sur carton encadrée dans le pitchpin, de 27 sur 21cm.
- Bergers et moissonneurs, huile sur carton encadrée dans le palissandre, de 23 sur 17 cm.
- La Jungfrau, huile sur toile richement encadrée en bois doré de 21 sur 28 cm.
- Paysage forestier, huile sur carton encadrée dans le palissandre, de 21 sur 28 cm.
- Château de Richenstein près d’Arlesheim, gouache sur papier encadrée dans le pitchpin, de 21 sur 27 cm.
- La Jungfrau, huile sur toile richement encadrée en bois doré, de 22 sur 28 cm.
- Paysage mythologique : chasseur et femme, dessin rehaussé de 32 sur 41 cm.
- Heraclès (ou Siegfried) et le dragon, dessin rehaussé de 35 sur 43 cm.
- Les ours dans la forêt, dessin rehaussé de 35 sur 42 cm.
- Le faune et la jeune fille dans les roseaux, de 34 sur 43 cm.
- Vue du château de Birseck et du dôme d’Arlesheim, dessin encadré, signée Johann àW et comportant son titre (Ansicht des Schlosses Birseck und der Kirche von Arlesheim im Canton Basel) de 31 sur 26 cm, réalisée avant août 1833. Arlesheim, vers 1830.